# Nesmrtelnost (kniha)
Nesmrtelnost je román česko-francouzského spisovatele Milana Kundery.
Milan Kundera napsal svůj sedmý román v letech 1987 až 1988; byl napsán česky a následně byl překládán do francouzštiny a dalších jazyků, během překladů však autor zasahoval i do původního textu (sám Kundera uvádí, že román psal rok a půl v nejlepší pohodě, zatímco překladům věnoval dva roky v únavě). Poprvé vyšel francouzsky v roce 1990 pod francouzským titulem L'Immortalité. Česky byla kniha poprvé publikována v roce 1993.
Jedná se o poslední Kunderovu knihu napsanou v češtině; následující román La lenteur z roku 1995 (česky Pomalost) a všechna další díla již byla psána francouzsky.

## Charakteristika díla
Román je rozdělen do sedmi kapitol. Na rozdíl od většiny Kunderových starších próz je určen spíše pro francouzské čtenáře. Nevystupují v něm žádní Češi, neobjevuje se motiv emigrace a nejsou reflektovány autorovy zkušenosti z komunistického Československa. Obsahuje jen několik ne příliš důležitých českých reminiscencí; to jej spojuje s Kunderovým dalším dílem, románem L'Identité (česky Totožnost).
Během vyprávění se v několika kapitolách mění vypravěč. V některých kapitolách je spíše heterodiegetický (tj. není součástí vyprávěného světa, vypráví příběh někoho jiného, není protagonistou), ale v některých kapitolách je naopak čistě autodiegetický (tj. používá ich-formu, je součástí děje). Tento způsob užívání vypravěče není v Kunderově díle novým jevem (objevuje se např. v Knize smíchu a zapomnění), zde však nabývá nebývalého významu. Román stojí na jakési hranici fikce a skutečnosti, kdy nám autor dokládá, že děj románu je pouhý jeho výmysl a postavy vznikly ze spisovatelových metafor, ale když do příběhu vplétá vlastní vzpomínky na setkání se svým přítelem Avenariem, můžeme mít pocit, že vypravěčem je sám autor. Vypravěč však nikdy není ztotožnitelný se samotným Kunderou, autorem románu.
Román se jako řady jiných Kunderových děl vyznačuje typickým filozoficko-estetickým přesahem. Obsahuje úvahy o umění a jeho významu pro současného člověka. Pro Paula, jednu z románových postav, je četba biografií Ernesta Hemingwaye důležitější než jeho vlastní literární práce atp. Kundera otevírá téma tzv. „imagologie“, disciplíny, jež se zabývá vytvářením obrazů v reklamě, v literatuře a v denním životě, a která nahradila různé dřívější ideologie, jež již na lidi přestaly působit. Ke srovnání ideologie a imagologie chci dodat ještě toto: Ideologie byly jako obrovská kola v zákulisí, která se točila a uváděla do pohybu války, revoluce, reformy. Imagologická kola se otáčejí a na historii to nemá žádný vliv. Ideologie válčily jedna s druhou a každá z nich byla s to naplnit svým myšlením celou epochu. Imagologie organizuje sama mírumilovné střídání svých systémů ve svižném rytmu sezón. Řečeno Paulovými slovy: Ideologie patřily historii, kdežto vláda imagologie začíná tam, kde historie končí. (Milan Kundera: Nesmrtelnost, s. 119). Imagologové jsou lidé, kteří nám radí, jak se chovat, co je právě „in“, vhodné v tomto období.
Dalším předmětem Kunderových úvah je otázka přítomnosti zemřelého člověka v paměti živých, tedy jeho posmrtného života mezi živými (motiv Bettiny von Arnim, Johanna Wolfganga von Goethe a Laury). Tato duchovní linie dala knize její název. Nesmrtelností je tedy v tomto díle myšlen pozůstatek obrazu zemřelého v mysli živých.

## Obsah díla
Hlavní dějová linka představuje Agnes, Francouzku, žijící v harmonickém a přiměřeně šťastném manželství s advokátem Paulem (samotná postava Agnes vznikla z Kunderovy vzpomínky na starší ženu u bazénu). Agnes žije v tísnivém strachu ze světa prostoupeného imagologií, ve strachu z nevědomého otisku vlastní tváře v dějinách (jako jsou nevědomě fotografovány celebrity a otiskovány v časopisech), proto touží svůj obraz skrýt před svým okolím i před budoucností. Do jejího života však výrazně zasahuje její vášnivá a emocionální mladší sestra Laura, která ji dokazuje svou lásku stejně vehementně jako demonstruje nespravedlnost osudu, kdy je ona ta „nešťastná“ a Agnes ta „šťastná“. Laura naopak chce v dějinách, alespoň v mezích své rodiny zůstat navždy, stát se „nesmrtelnou“, pročež volí prostředky jako citové vydírání či výhrůžky sebevraždou. Konflikt se rozhoří, když Laura začne bojovat o Agnesina muže; Agnes, jež nemá sílu ani chuť bojovat, vítá náhodu, která ji připraví o život, a šťastna odchází ze světa, kde ji ohrožuje agresivní Laura se svou touhou po nesmrtelném uchování obrazu, s přáním nezůstat nesmrtelná.
Agnesino přání se splní. Poté, co ji její muž již nezastihne živou, aby ji naposledy políbil a uchoval si její tvář navždy v paměti, mizí Agnes z myšlenek všech svých blízkých (Paula, který se oženil s Laurou – ženou jeho života, jak jí nazývá, i Agnesiny dcery Brigity, která s Laurou vede vytrvalé boje) a do konce knihy se znovu vrací pouze v úvahách autora-vypravěče.
Paralelně sleduje čtenář Bettinu von Arnim, současnici Goetha a její sžíravou touhu po nesmrtelnosti v literatuře, stejně urputnou jako Lauřinu touhu po nesmrtelnosti v životě rodiny její sestry. Úděl slavného mrtvého glosuje samotný Goethe ve snovém setkání s mrtvým Hemingwayem.
Třetím příběhem je bohatý milostný život neúspěšného malíře, nazývaného Rubens, který byl náhodným milencem Agnes. Rubens, pro Agnes téměř neznámý člověk, o němž nic neví, je, jako hříčka osudu, jediný, kdo si uchovává její obraz ve své paměti a tato vzpomínka dále změní jeho život.
Celé vyprávění je protkáno opakujícími se motivy, které jednotlivé děje poutají k sobě a provazují je navzájem (několikeré užití brýlí, stejných gest, podobnost Laury a Bettiny atd.) stejně jako náhodami (vůz, jehož kolo profesor Avenarius propíchne, patří Paulovi. Stane se tak zrovna té noci, kdy má Agnes autonehodu, a proto se k ní Paul nedostane včas a nezastihne ji už živou). Zároveň nám autor-vypravěč poodhaluje zdroje svých inspirací (náhodně zaslechnutá rozhlasová zpráva o dívce, jež se úmyslně vystavovala kolům aut v touze zemřít se stane inspirací pro příčinu Agnesiny smrti) i postupů (metafora jako důležitý impuls pro vznik románové postavy v Kunderových knihách).

## Význam díla
Kundera se ve svém díle snaží propojit formy narace a esejistiky. Tématem Nesmrtelnosti je ovlivňování vlastního bytí za života a po smrti. Stejně jako se imagologové zabývají tvary aut a tub na zubní pasty, podléhá řada lidí imagologii vlastního posmrtného obrazu (Laura, Goethe a Bettina). Proti nim stojí ti, kteří se odmítají nátlaku imagologie podrobit (Agnes a Hemingway]. Nesmrtelnost je krom románového vyprávění především hlubokou meditací nad různými formami lidské existence vzhledem k jejich neodvratnému zániku ve světě, kde se již dávno nevěří na posmrtný život ve smyslu křesťanské věrouky.

## Souvislosti
Nesmrtelnost je určitým pendantem k jinému Kunderovu románu, k Nesnesitelné lehkosti bytí. Postava Agnes, snažící se skrýt svou tvář před svým mužem i před dějinami, je jakousi duchovní spřízněnkyní postavy Sabiny, která v touze po „lehkosti bytí“ odmítá nést tíhu zodpovědnosti za druhých. Teorie imagologie navazuje na Kunderův výklad kýče.
Struktura i hloubka Kunderovy knihy je blízká dílům jeho předchůdce Hermanna Brocha, na jehož román Náměsíčníci Kundera často odkazuje.

## Rozhlasová adaptace
Nezkrácený román uvedl roku 2019 ve 23dílné sérii Český rozhlas; načetl jej Lukáš Hlavica, režii měl Aleš Vrzák.